# Engyneura setigera
Engyneura setigera är en tvåvingeart som beskrevs av Stein 1907. Engyneura setigera ingår i släktet Engyneura och familjen blomsterflugor. Inga underarter finns listade i Catalogue of Life.